# Chiesa di Santa Maria d'Ognissanti (Pavia)

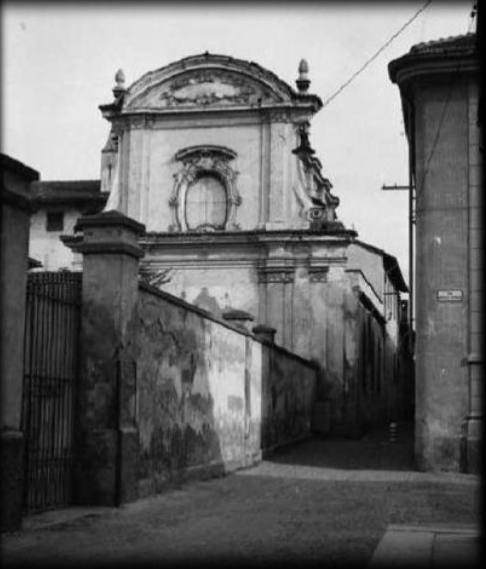
La Chiesa Nel '900

La chiesa di Santa Maria d'Ognissanti è una chiesa sconsacrata di Pavia, in Lombardia.

## Storia
La chiesa, originariamente intitolata a Sant'Agostino, sorgeva già nei primissimi anni del XIV secolo, dato che è menzionata dal cronista Opicino de Canistris, e appartenne all'ordine degli Umiliati; in seguito venne dedicata alla Santa Maria Vergine e a Tutti i Santi. Nel 1568 venne concessa, insieme a tutti gli edifici dell'ordine presenti a Pavia, ai monaci della certosa di Pavia che, tra il 1626 e il 1628, fecero ricostruire la chiesa, che in origine era su tre navate, dall'architetto milanese Ercole Turati, adeguandola così ai dettami emersi durante il concilio di Trento. L'edificio, e in particolare la facciata, furono oggetto di nuovi interventi nel 1727. Nel 1782 venne soppressa la certosa, le case che formavano il complesso vennero cedute all'università, mentre la chiesa rimase operativa fino al 1803, quando venne soppressa e messa all'asta, tanto che l'altare finì nella chiesa di Doccio Valsesia, e passò quindi ai Botta Adorno e poi all'università di Pavia, attuale proprietaria.

## Descrizione
La facciata è divisa in senso orizzontale da una cornice aggettante, la parte superiore, affiancata da eleganti volute, è occupata da un'ampia finestra con incorniciatura in stucco, e si conclude con un timpano arrotondato.